# Sedum churchillianum
Sedum churchillianum är en fetbladsväxtart som beskrevs av Robyns och Boutique. Sedum churchillianum ingår i Fetknoppssläktet som ingår i familjen fetbladsväxter. Inga underarter finns listade i Catalogue of Life.